# Eyholz
Eyholz (toponimo tedesco) è una frazione del comune svizzero di Visp, nel Canton Vallese (distretto di Visp).

## Storia

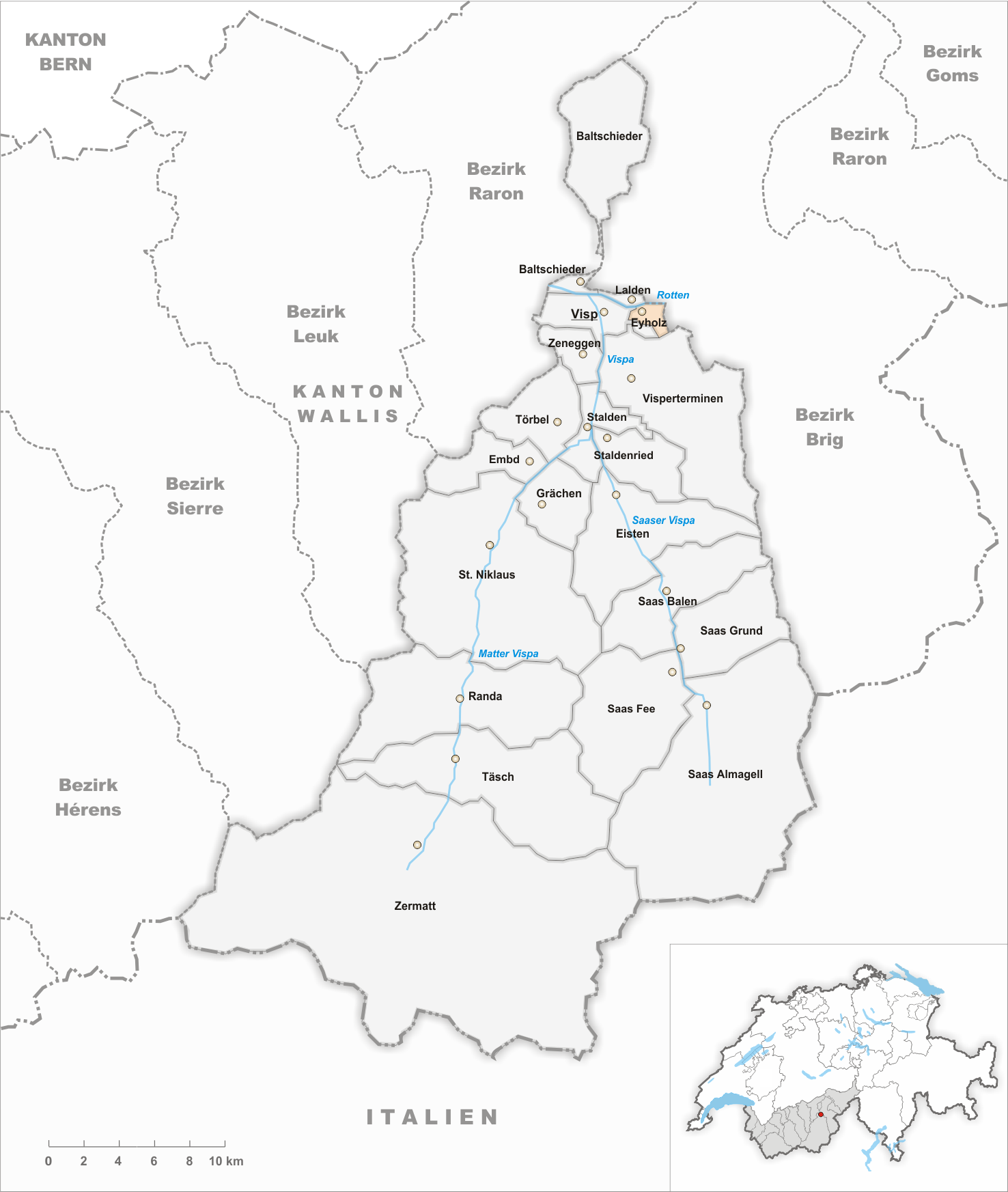
Il territorio del comune di Eyholz prima degli accorpamenti comunali del 1972

Già comune autonomo, nel 1972 è stato accorpato al comune di Visp.

## Monumenti e luoghi d'interesse

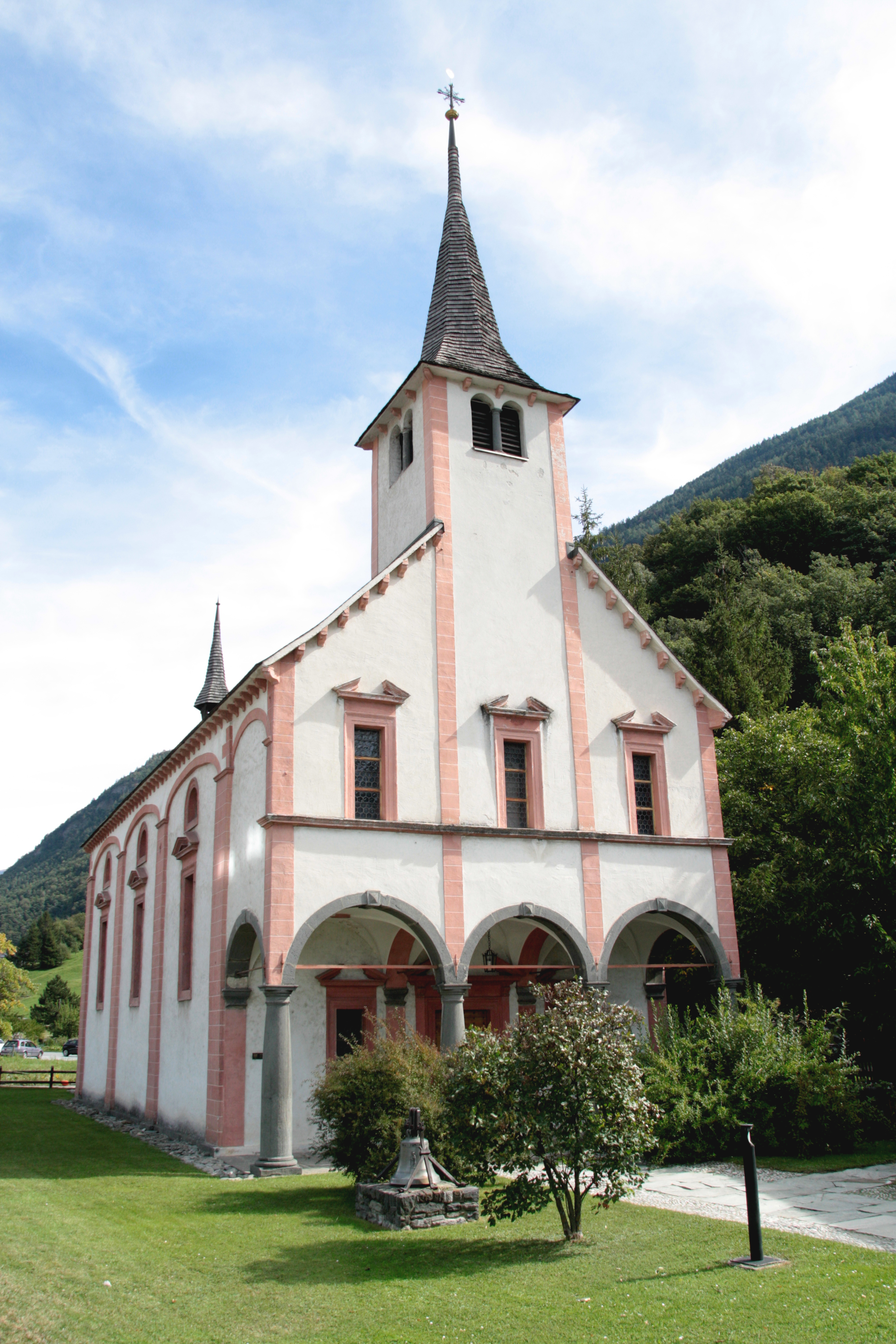
La cappella dell'Assunzione di Maria

- Cappella cattolica dell'Assunzione di Maria, eretta nel XIII-XIIV secolo e ricostruita nel XVII secolo[1].

## Società

### Evoluzione demografica
L'evoluzione demografica è riportata nella seguente tabella:
Abitanti censiti

## Amministrazione
Ogni famiglia originaria del luogo fa parte del cosiddetto comune patriziale e ha la responsabilità della manutenzione di ogni bene ricadente all'interno dei confini della frazione.